# Фонтана Ливија-Солфења (Фрозиноне)
Фонтана Ливија-Солфења је насеље у Италији у округу Фрозиноне, региону Лацио.
Према процени из 2011. у насељу је живело 152 становника. Насеље се налази на надморској висини од 72 м.